# Mathieu Terence
Mathieu Terence, Mathieu Oyhenart à l'état civil, né en 1972 à Saint-Germain-en-Laye, est un écrivain, poète et essayiste français.

## Biographie
Mathieu Terence déclare avoir passé son enfance à Biarritz et suivi des études de psychologie à Bordeaux, avant de se consacrer à l'écriture.
En 2000 il obtient le prix François-Mauriac de l'Académie française pour son roman Journal d’un cœur sec. Il est lauréat de la bourse Cioran en 2012.

## Thèmes
- Dans son essai Le transhumanisme est un intégrisme (2016), il aborde le thème du transhumanisme qu'il qualifie d'« imposture mêlant mythologie et technologie [4] ». L'auteur estime que le transhumanisme, qui débute par le New Age anti-consumériste a fini par se convertir à la société « ultra-libérale ». Pour lui l'idéologie propose l'avènement d'un homme « qui s'adapte, qui est performant, rentable ». Il questionne la notion de progrès et l'évolution des sociétés ; « la vie reste  du domaine de l'aléatoire, de l'impondérable, de la liberté […] à éradiquer toute idée de hasard — de chance, de malchance, de fatalité — on s'en prend à ce qui, pour moi, constitue la vie humaine ; c'est la liberté »[5].

## Œuvre

### Romans
- Fiasco, Paris, Éditions Phébus, 1997 (Premier Prix de la Bourse Hachette de l'écrivain, 1998)
- Journal d’un cœur sec, Paris, Éditions Phébus, 1999 (Prix François-Mauriac de l'Académie française, 2000)
- Maître-Chien, Paris, Éditions Phébus, 2004
- Technosmose, Paris, Gallimard, 2007
- L'Autre Vie, Paris, Gallimard, 2009
- Le Talisman, Paris, Grasset, 2016
- Mina Loy, éperdument, Paris, Grasset, 2017
- Les quatre vies d'un amour, Paris, Grasset, 2023

### Nouvelles
- Les Filles de l'ombre, recueil, Paris, Éditions Phébus, 2002 ; rééd. Coll. « Libretto », 2004 (Prix de la nouvelle de l'Académie Française, 2002)
- La tête ailleurs, dans le recueil Une chambre en ville, Edwarda, collection été 2011
- La conférence, dans la revue Edwarda, printemps 2014
- Filles de rêve, recueil, Éditions L'Arbre vengeur, 2016

### Essais
- Palace Forever, Biarritz, Éditions Distance, 1996
- Présence d'esprit, Paris, Éditions Stock, 2010
- Petit Éloge de la joie, Paris, Éditions Gallimard, 2011
- Le Devenir du Nombre, Paris, Éditions Stock, 2012
- Zigor, Cailloux sur le chemin de Pan, catalogue d'exposition Ibaidar, 2012
- Chair philosophale, Paris, Éditions Edwarda, 2013
- Masdar, la mue du monde, Paris, Éditions Les belles lettres, 2014
- Le transhumanisme est un intégrisme, Paris, Éditions du Cerf, 2016
- De l'avantage d'être en vie, éditions Gallimard, 2017
- Le Temps découvre la vérité, actualité du Bernin, éditions Grasset, 2020
- "Du Ressentiment", Les 7 pêchés Capitaux, Éditions du Cerf, 2021

### Poèmes
- Aux dimensions du monde, Paris, Éditions Léo Scheer, 2004

### Récit
- La Belle, Paris, éditions Grasset 2013

### Articles parus dans des revues
- « Remarques sur Carlo Michelstaedter », dans Le Cadavre bouge encore (Précis de réanimation littéraire), Léo Scheer-Chronic'art, 2002
- « Linda Lê, l’Oiseau rare », dans la revue Inculte, n° 3, 2005
- « Tausk, un vandale au cœur tendre », dans La Revue : Perspectives critiques, n° 3, Paris, PUF, 2007
- « Soleil du style », dans Le Siècle de la NRF, Paris, Gallimard, 2009
- « Michael Jackson s'appelle Demain », dans le journal Le Monde daté du 8 juillet 2009
- « Mutations », dans la revue Le Débat, Paris, numéro anniversaire des trente ans, printemps 2010
- « Mondialopolis », dans la NRF, Paris, été 2010
- « Après le temps », dans L'Odyssée Folio SF en dix nouvelles, Gallimard 2010
- « Les dames de Fontainebleau », dans la revue Le monde de l'art, été 2011
- « Deux hérauts de notre temps », dans la revue l'Infini, été 2011
- « Steve Jobs, l'avenir d'une religion », paru sous le titre « En Steve Jobs, l'époque pleure un gourou de la religion technologique », dans Le Monde du 10 octobre 2011
- « Mais que fait la Polis ? », dans la revue La Règle du jeu, janvier 2012
- « Comme je respire », dans la revue La Règle du jeu, mai 2012
- « La Renaissance, l'inattendue », dans la revue L'infini, été 2012
- « Ségalen, le paradis retrouvé » dans la revue La règle du jeu, Automne 2012
- « Sils Maria, retour-aller » dans la revue Possession Immédiate, volume 1, février 2014
- « Plus jeune que l'aube » dans la revue Le monde d'Hermès, Printemps-été 2014
- « Duino » dans la revue Possession immédiate, volume 2, décembre 2014
- « Le surf idéal » dans la revue Possession immédiate volume 3, mai 2015
- « Cap Canaveral » dans la revue Possession immédiate volume 4, novembre 2015
- « Le principe de Persée » dans la revue Possession immédiate volume 5, mai 2016
- « L'illusion d'un avenir » sur le site Figarovox, octobre 2016
- « Orée du jour », revue Edwarda, février 2017
- « Les trois nihilismes », revue L'Infini, Printemps 2017
- « L'art d'aimer lettres de Philippe Sollers à Dominique Rolin » Le Figaro littéraire 16 novembre 2017
- « Avec Anne » (extraits) dans la revue Possession Immédiate volume 8, Hiver 2018
- "Mais de quoi se plaint-on à la fin ? Magazine Marianne , Mars 2021

### Préfaces
- Barbellion, Journal d’un homme déçu, Paris, Éditions Phébus, 1999
- Frederic Prokosch, Ma Sauvage Amérique, Paris, Éditions Phébus, coll. « Libretto », 2004
- Jules Barbey d'Aurevilly, L'Amour impossible, Paris, Éditions Léo Scheer, collection Melville, 2008
- « Entretien à propos de Baudelaire », dans Les Fleurs du mal, collection classique et compagnie, Hatier, 2011
- "Réflexions sur les passions" du Cardinal de Bernis, collection Rivages-poche, Payot 2015
- "Mauvaises pensées" de Paul Valéry, collection Rivages-poche, Payot 2016
- "Lettres à Louise Colet" de Flaubert, collection Rivages poche, Payot 2017
- "lettres à la fiancée" de Victor Hugo, collection Rivages poche 2017
- "Les séquestrés" de Yanette Delétang-Tardiff, L'arbre vengeur 2017
- "Apprendre la mort" de C.S. Lewis, Le cerf 2020